# کویکبورن (دیتمارشن)
کویکبورن (به آلمانی: Quickborn) یک شهر در آلمان است که در دیمارشن واقع شده‌است. کویکبورن ۲۲۹ نفر جمعیت دارد.